# Štěpán Rak
Štěpán Rak (°Oekraïne, 8 augustus 1945) is een Tsjechisch klassiek gitarist en componist.

## Biografie
Stepan Rak, geboren in Oekraïne tegen het einde van de Tweede Wereldoorlog, werd als vondeling door Russische soldaten naar Tsjechië-Slowakije (Praag) gebracht, waar hij bij adoptieouders werd ondergebracht. Zijn talent voor het artistieke werd al gauw opgemerkt en al gauw ging hij grafische- en schilderkunst studeren aan de Academie voor Schone Kunsten te Praag (1960). Hij werd echter meer aangetrokken tot het muzikale en hierdoor startte hij in zijn 18de levensjaar met het spelen van gitaar en contrabas in verschillende jazz- en rockbands. Dit zorgde voor een grote vooruitgang en een interesse in klassieke muziek. Hij studeerde aan het conservatorium te Praag onder Stephan Urban en Zdenek Hula (1963-1970). Hierbij volgde hij ook compositie bij J. Dvoracek aan de Academy of Musical Arts. Hier begon zijn opmerkelijke carrière als concerterend gitarist en componist.
Eens afgestudeerd, verhuisde hij naar Finland, waar hij 5 jaar leefde en lesgaf aan het conservatorium en concerten gaf. Zijn reputatie als briljant gitarist en vernieuwend componist verspreidde zich vanaf dan wereldwijd.
In 1981 begon Rak met het doceren van klassiek gitaar aan het conservatorium te Praag, waar hij nog steeds lesgeeft. Hiermee was hij de eerste docent aan een universiteit die klassieke gitaar mocht doceren in de Tsjechische Republiek.

## Uitvoerder
In 2001 gaf Rak in de Rachmaninoff Hall van het Tsjaikovski-Conservatorium te Moskou een concert "20.000 Leagues Beneath The Sea", opgedragen aan de slachtoffers van de "Kursk".
Het jaar hierna trad hij terug op in Moskou, als eerste klassiek gitarist die ooit speelde op het Moscow Autumn Music Festival.
Een ander belangrijk concert in 2002 was op de NATO bijeenkomst te Praag.
Vandaag de dag trekt hij nog steeds de wereld rond om masterclasses of om optredens te geven.

## Componist
Rak heeft zichzelf opgewerkt tot de elite van de gitaarcomponisten. Hij staat bekend voor zijn technische vernieuwingen die hij gebruikt in zijn composities, waaronder zijn 'vijf-vinger'-techniek (het gebruiken van de pink van de rechterhand). Hij componeerde een massa aan werken voor een verscheidenheid aan instrumenten en ensemble, zelfs voor een symfonisch orkest, al is het grootste deel van zijn composities al dan niet rechtstreeks met de gitaar verbonden. Belangrijke stukken uit zijn oeuvre zijn onder meer 'Voces de profundis', 'Hommage to Tarrega', 'Czech Fairytales' en 'Sonata Mongoliana', stuk voor stuk werken die getuigen van een enorme verbeeldingskracht. Vaak hebben ze veel door Rak ontwikkelde gitaartechnieken nodig, met als gevolg dat zijn oeuvre door een kleinere groep concert gitaristen gespeeld wordt dan werk van bijvoorbeeld Leo Brouwer. In Tsjechië is vooral het omvangrijke 'Vivat Comenius' een groot succes. Het is een voorstelling die hij samen met tekstdeclamator Alfred Strejček ten tonele voert. De voorstelling loopt al sinds de jaren tachtig en werd ook in Nederland opgevoerd.
Als componist brak Rak internationaal eigenlijk vooral door als gevolg van het succes van zijn leerling Vladimir Mikulka die in Parijs een bekend gitaarconcours won. Mikulka speelde veel werk van Rak en nam dat ook op.
Zijn werken zijn een blijvend deel van het gitaarrepertoire geworden en worden uitgevoerd door bekende gitaristen als John Williams, Vladimir Mikulka en David Russel.

## Composities

### Solo Gitaar
- 15 Despcriptive Pieces

An Old Story, Song for Jitka, Lullaby, After the Sunset, Blue Blues, Sweet Song, The Daybreak,
Country Dance, Strange Dance, On the Ocean, Heavy Sky, Storm, The Storm is over, The Sun is
back again
- 3 Pieces(Bagatelle, Andante, Toccata)
- Adgio, Allegro, Con Moto
- An Old Story, Country Dance
- Arabian Dance
- Aria And Dance (1981)
- Aria De Bohemia
- Ausgelassenes Tänzlein
- Balalaika(from "My Twenties")
- Ceské Pohády [Czeh Fairy Tales]
- Conte Finlandais
- Cry Of The Guitar (1979)
- Cry of The Thumb
- Danse Populaire Tchèque, Chanson Ancienne
- Darwiniana
- Decem
- Elegy (to Stanley Yates)
- Era Of Rock 'N Roll (from "My Twenties")
- Etuda Pro Kitary (1981)
- Farewell Finland (Fantasia-Sonata on a Finnish folk song)
- Finska Opowiesc (1977)
- First Love
- Five Little Fairy Tales
- Five Studies
- Gora (1974)
- Happy Birthday John (to John Duarte)
- Hiroshima
- Hommage a Tárrega (1982)
- Hora (Etuda) (1978)
- Introductions de Visions
- Jeux sur 6 cordes
- Minutová Solá
- Moonlight
- On The Ocean
- Pet Etud
- Petit Nocturne
- Plác Kytary (1981)
- Remembering Prague
- Renaissance Suite: Pavanne, Saltarello, Song For Debbie, Yorkshire Pavanne, Volta, Temptation of the Renaissance
- Rhapsodie Slave
- Romance
- Rozmary [Humours] (26 instructive pieces)
- Russian Waltz
- Sonata (Hommage à Villa-Lobos)
- Sonata Mongoliana
- Song for David (to David Bridge)
- Song For Madonna
- Spanish Suite
- Suita (1974)
- Suita Etuda (1979-80)
- Swansong for a Dying Guitar
- Tango - Rumba
- Taniec Mauretanski [Danza Mauretana] (1974)
- Terra Australis (A Celebration of the Southern Hemisphere)
- Terra Australis II (Tasman Sea, Koala's Dream, Still Life with Spiders and Snakes, Lost City)
- The Czech Chorale
- The Last Disco (1983)
- The Old Castle
- The Sun (1981)
- Toccata (1970)
- Twhilight (1990)
- Variace Na Téma Jaromíra Klempíre (1969)
- Variations on a Theme By John Duarte
- Variations on a Theme By Nikita Koshking (1982)
- Voces De Profundis (after Psychose by A.Hitchcock) (1984)

### Duo
- 3 Movements
- Jiri
- Ronvý S Ronvým (Sonata)

### Trio
- Four Moods
- Tri Na Dve Stránky

### Kwartet
- Aria De Bohême
- Charles Bride Variations
- Four Guitars
- Památce Renesance (Suite)
- Rumba
- The Final Round

### Gitaar en ander instrument
- Duo gitaar en strijker:
  - Moravia (Sonata) (1981)
  - Romance
  - Romance

- Duo gitaar en blazer:
  - Ctyri Kusi [Four Pieces] (hobo/fluit/clarinet, gitaar)
  - Giordano Bruno (dwarsfluit, gitaar)
  - Pmátce Illiady (dwarsfluit, gitaar) (1978)

- Gitaar en orkest:
  - Concert in C (1975)
  - Concert N. 2 (1987)
  - Vodní Znamení (Water Mark)

- Mix 3 instrumenten met gitaar:
  - Ceské Pohádky (viool, gitaar, marimba)
  - Dances Con Brio (Tango, Valse, Rumba, Slowfox, Rak'n'Roll) (dwarsfluit, viola, gitaar)
  - Odysseana (dwarsfluit, gitaar, marimba) (1982)

- Orkest of ensemble met guitar:
  - Vivat Comenius (tekst door John Amos Comenius) (stem, percussie, fluit, 2 gitaren, viool, cello)

- Stem en gitaar:
  - Remembering Prague (stem, gitaar)
  - Tri Malé Melodramy S Kytarou

## Discografie
- Remembering Prague (Chandos, 1988)
- The Guitar of Stepan Rak (Nimbus Records, 1989)
- Dedications (Nimbus Records, 1990)
- Live in Studio (1991)
- The Guitar of the 21st Century (GRAN, 1994)
- With the Guitar Around the World (2000)

## Leerlingen
- Pavel Steidl
- Vladimir Mikulka
- Wilma van Berkel (NL)
- Derk van der Veen (NL)